# Port lotniczy Zhangjiajie
Port lotniczy Zhangjiajie (IATA: DYG, ICAO: ZGDY) – port lotniczy położony w Zhangjiajie, w prowincji Hunan, w Chińskiej Republice Ludowej.

## Linie lotnicze i połączenia
| Linia Lotnicza          | Kierunek                                        |
| ----------------------- | ----------------------------------------------- |
| 9 Air                   | 1. Haikou 2. Huai’an                            |
| Air Busan               | 1. Pusan                                        |
| Air China               | 1. Pekin 2. Pekin-Daxing                        |
| Air Guilin              | 1. Guilin 2. Haikou 3. Hefei 4. Jinan 5. Xuzhou |
| Air Seoul               | 1. Seul-Inczon                                  |
| Air Travel              | 1. Wuxi                                         |
| Batik Air Malaysia      | 1. Kuala Lumpur                                 |
| China Eastern Airlines  | 1. Changzhou 2. Harbin 3. Yantai                |
| China Express Airlines  | 1. Chenzhou 2. Chongqing 3. Hengyang            |
| China Southern Airlines | 1. Guangzhou 2. Hongkong 3. Jieyang             |
| Eastar Jet              | 1. Cheongju                                     |
| GX Airlines             | 1. Handan 2. Nanning                            |
| Jeju Air                | 1. Pusan 2. Muan                                |
| Juneyao Airlines        | 1. Nankin 2. Szanghaj-Pudong                    |
| Korean Air              | 1. Seul-Inczon                                  |
| LJ Air                  | 1. Ningbo 2. Turfan                             |
| Loong Air               | 1. Xi’an 2. Yangyang                            |
| Qingdao Airlines        | 1. Hongkong 2. Qingdao                          |
| Shandong Airlines       | 1. Jinan                                        |
| Shanghai Airlines       | 1. Szanghaj-Pudong                              |
| Sichuan Airlines        | 1. Chengdu-Tianfu 2. Cheongju 3. Daegu 4. Muan  |
| Thai VietJet Air        | 1. Bangkok-Suvarnabhumi                         |
| Tianjin Airlines        | 1. Tiencin                                      |